# Толінг
Толінг — вид взаємодії між суб'єктами господарювання, при якій власник сировини передає її підприємству переробнику і отримує у вигляді результату готову продукцію і покриває підприємству-переробнику суму понесених витрат на переробку та узгоджений відсоток прибутковості. Фактично толінг означає переробку сировини на давальницьких засадах.
Толінгер — компанія власник сировини, що передає його на переробку. В ролі толінгера може виступати будь-яка компанія, здатна забезпечети фінансування поставок сировини, що намагається отримати прибуток від різниці вартості кінцевого продукту і вартістю сировини із переробкою.

## Форма оплати послуг переробника
В умовах реалізації толінгових схем існує чотири варіанти оплати послуг переробника:
Оплата сировиною
Договір на реалізацію толінгових послуг складається таким чином, що визначений відсоток сировини переробник отримує як оплату за переробку іншої частини сировини.
Розрахунок готовою продукцією
В цьому випадку розрахунку частина отриманої продукції (вихід якої розрахований згідно з нормативами) утримується переробником як оплата за послуги.
Оплата грошима
Цей спосіб використовується коли постачальник має можливості збуту готової продукції, а переробник ні.
Оплата відсутня
В цьому випадку норматив виходу готової продукції занижується на такий відсоток, щоб понаднормативна частина, що залишається у переробника, компенсувала витрати на переробку. Цей спосіб не дозволяє бухгалтерії законним сформувати собівартість переробки готового продукту, а тому на підприємствах із легальним бухобліком не використовується.